# Васильева, Раиса Родионовна
Раиса Родионовна Васильева-Лукина (30 августа 1902, Санкт-Петербург — 30 марта 1938, лагпункт «Кирпичный завод» в окрестностях Воркуты) — российская революционерка, комсомольская активистка, писательница.

## Биография
Родилась в бедной рабочей семье, с детства начала трудиться: была девочкой на побегушках, прачкой, работала на табачной фабрике «Лаферм», на заводе «Новый Парвиайнен», на резиновой фабрике «Красный треугольник». В 15-летнем возрасте она приняла активное участие в Октябрьской революции, была одной из первых комсомолок. Затем училась на рабфаке, в Технологическом институте. В 1919 году вступила в РКП(б).
Вышла замуж за Василия Григорьевича Лукина, инструктора Московско-Нарвского райкома РКП(б). В 1921 году у неё родился сын Василий.
В середине 1920-х годов Раиса и её муж были сторонниками Левой оппозиции. После разгрома оппозиции Раиса Васильева была исключена из партии и 20 октября 1928 года её арестовали. Её муж также был арестован. Особое совещание при Коллегии ОГПУ приговорило её и мужа по обвинению в контрреволюционной агитации к трем годам ссылки в Среднюю Азию. Но затем Постановлением Особого совещания от 24 мая 1929 года решение о ссылке в отношении Раисы Васильевой было отменено.
Васильева с мужем вернулись в Ленинград, написала автобиографическую повесть «Первые комсомолки», опубликованную в 1932 году, начала писать повесть о своём детстве «Фабричные — заво́дские» («Заставские ребята»), первые главы которой были напечатаны в альманахе «Костёр» и журнале «Литературный современник» в 1933—1934 годах. В процессе работы над этой книгой она познакомилась с Самуилом Маршаком и другими сотрудниками Детгиза.
Но 20 декабря 1934 года был вновь арестован Василий Лукин, на тот момент работавший директором школы в Нарвском районе, а 26 декабря 1934 года была вновь арестована Раиса Васильева. 16 января 1935 года оба были приговорены Особым совещанием при НКВД СССР «за участие в контрреволюционной зиновьевской группе» к 5 годам заключения.
Срок заключения Васильева сначала отбывала в Суздальском политизоляторе, где продолжала писать повесть «Фабричные — заво́дские».
В 1935 году на киностудии «Ленфильм» по сценарию Васильевой, переработанному из её автобиографических повестей, был снят фильм «Подруги», однако её имя отсутствовало в титрах до 1960 года.
В мае 1936 года Васильева была переведена в Ухтпечлаг. 5 января 1938 года Тройкой при УНКВД Архангельской области она была приговорена к расстрелу по обвинению в контрреволюционной агитации. 30 марта 1938 года она была расстреляна на лагпункте «Кирпичный завод» в окрестностях Воркуты.
Была реабилитирована в 1957 году.